# 大正大学の人物一覧
大正大学の人物一覧（たいしょうだいがくのじんぶついちらん）は、大正大学に関係する人物の一覧記事。

## 歴代学長
- 初代：澤柳政太郎（1926年 - 1928年）
- 第2代：権田雷斧（1928年 - 1930年）、長谷寺58世能化・真言宗豊山派2代目管長
- 第3代：望月信亨（1930年 - 1932年）、浄土宗総本山知恩院第82世門跡
- 第5代：加藤精神（1934年 - 1936年）、東洋大学学長、長谷寺65世能化
- 第6代：椎尾弁匡（1936年 - 1938年）、三縁山広度院増上寺第82世法主
- 第8代：加藤精神（1940年 - 1942年）
- 第9代：椎尾弁匡（1942年 - 1946年）
- 第11代：大村桂巌（1948年 - 1949年）
- 第13代：塩入亮忠（1951年 - 1952年）
- 第14代：椎尾弁匡（1952年 - 1957年）
- 第15代：那須政隆（1957年 - 1960年）、真言宗智山派管長
- 第19代：芙蓉良順（1969年 - 1972年）智積院62世能化
- 第20代：福井康順（1972年 - 1975年）、妙法院第49世門跡
- 第21代：中村康隆（1975年 - 1978年）、知恩院門跡第86世浄土門主
- 第22代：勝又俊教（1978年 - 1981年）、長谷寺第79世能化
- 第27代：林亮勝（1991年 - 1995年）、歴史学者
- 第28代：佐藤隆賢（1994年 - 1997年）、智山伝法院長、円能院住職
- 第29代：村中祐生（1997年 - 2000年 ）、天台宗勧学大僧正、天台宗慈照院第53世住職
- 第31代：星野英紀（2003年 - 2007年 ）、真言宗豊山派宗務総長
- 第32代：小峰彌彦（2007年 - 2010年）、観蔵院住職
- 第34代：勝崎裕彦（2013年 - 2015年）
- 第35代：大塚伸夫（2015年 - 2019年）
- 第36代：髙橋秀裕（2019年 - 2023年）
- 第37代：神達知純（2023年 - ）

## 著名な現教職員・元教職員

### 仏教学
- 荻原雲来（仏教学、梵文学）
- 河口慧海（仏教学、チベット学）
- 田嶋隆純（仏教学、密教学）
- 長澤實導（仏教学、密教学）
- 小野塚幾澄（仏教学、真言学）
- 壬生台舜（仏教学、天台学）
- 廣澤隆之（仏教学）
- 山本快竜（インド仏教学）

### 宗教学
- 増谷文雄（宗教学）
- 田丸徳善（宗教学）
- 竹中信常（宗教学、宗教人類学）
- 藤井正雄（宗教学、葬祭研究、生命倫理）
- 藤原聖子（宗教学、宗教理論の研究、欧米宗教学研究）
- 弓山達也（宗教社会学、スピリチュアリティ）
- 村上興匡（比較宗教学、死生学）

### 社会福祉学・臨床心理学
- 渡辺海旭（社会事業学、仏教学）
- 野田文隆（人間福祉学、精神科医）
- 滝川一廣（臨床心理学）

### 歴史学
- 高柳光寿（国史学）
- 福地惇（日本近代政治史）
- 石田幹之助（東洋史）
- 松田寿男（東洋史、北・中央アジア史、東西交渉史）
- 川勝守（東洋史、明清史）
- 辛島昇（東洋史、インド学）
- 小林伸二（東洋史、中国古代史）
- 斎藤忠（考古学）
- 白木太一（西洋史、ポーランド史）

### 国文学・国語学
- 高野辰之（国文学、作詞家）
- 筑土鈴寛（国文学、民俗学）
- 池田亀鑑（国文学、平安文学）
- 藤村作（国文学）
- 塩田良平（国文学）
- 瀬沼茂樹（国文学）
- 山田昭全（国文学）
- 三田英彬（国文学、作家）
- 江藤淳（国文学、文学評論）
- 久保田正文（国文学、文学評論）
- 金田一京助（国語学）
- 倉島節尚（国語学）
- 渡邊直樹（出版文化研究、メディア論）

### その他の領域
- 今井時郎（社会学）
- 大野道夫（社会学）
- 田中俊之（社会学）
- 北郷裕美（社会学）
- 高橋正弘（環境学、環境教育）
- 高山信雄（英文学、電気技術者、童話作家、大正大学名誉教授）
- 芳賀徹（比較文学）
- 原芳生（地理学、環境教育）
- 平山宗宏（小児科学、保健学、東京大学名誉教授）
- 松浦一（英文学）
- 松崎泰弘（メディア・ジャーナリズム論）

## 著名なOB・OG

### 政治・行政
- 堀越啓仁（元衆議院議員）
- 柳居俊学（山口県議会議長、元山口県大島郡東和町（現周防大島町）町長）
- 山尾順紀（元山形県新庄市長）
- 吉田信解（埼玉県本庄市長・大学院修了）
- 木津雅晟（埼玉県三郷市長）
- 藤本淨孝（山口県周防大島町長）

### 学術
- 岩崎香（早稲田大学人間科学部教授）
- 大橋俊雄（日本文化研究所講師、蓮華寺貫主）
- 黒崎浩行（國學院大學神道文化学部准教授）
- 塚本善隆（京都大学名誉教授、元京都国立博物館館長、元華頂短期大学学長、元日本学士院会員）
- テレングト・アイトル（北海学園大学教授、三島由紀夫の研究者）
- 弓山達也（東京工業大学教授、日本宗教学会常務理事、国際宗教研究所常務理事）

### 仏教僧侶・宗教家
- 友松円諦（全日本仏教会事務総長、安民寺住職）
- 小松原賢誉（真言宗大僧正、学校法人小松原学園創始者）
- 高井隆秀（種智院大学名誉教授、真言宗智山派管長、全日本仏教会会長）
- 高橋隆天（川崎大師平間寺中興第1世貫首）
- 藤田隆乗（川崎大師平間寺第45世貫首、元・大正大学講師）
- 伊藤真聰（真言宗醍醐派大僧正、真如苑苑主）
- 東伏見慈晃（青蓮院第49代門主）
- 大樹孝啓（第258世天台座主、予科終了）
- 布施浄慧（真言宗智山派管長、真言宗長者）

### マスコミ
- 郡司信夫（雑誌編集者、ボクシング評論家）
- 志村正順（元・NHKアナウンサー、予科出身）
- 山野本竜規（フリーアナウンサー、神職、元・琉球放送アナウンサー）
- 上岡信夫（元・宮崎放送アナウンサー）

### 文化・芸術
- 寺内大吉（小説家、直木賞受賞）
- 丸山政也（怪談作家）
- 松樹剛史（小説家）
- 一坂太郎（萩博物館高杉晋作資料室長）
- 諸橋精光（絵本作家）
- 古賀春江（洋画家）
- Sammy（写真家）
- 伊藤悠（漫画家）
- 諏訪緑（漫画家）
- 乾みく（漫画家）
- 深田晃司（映画監督）
- 藤石波矢（小説家）
- 渡辺和史（将棋棋士）
- 波木銅（小説家）

### 芸能
- 吹石一恵（女優）
- 渡辺文香（女優）
- 浅利陽介（俳優）
- 六本木誠人（俳優）
- 桜野裕己（俳優）
- 堀下さゆり（シンガーソングライター）
- 田本清嵐（俳優）
- 鈴々舎馬るこ（落語家）中退
- ぺけたん（YouTuber）

### スポーツ
- 仲村錦治郎（卓球選手）
- 大岡博華（卓球選手）
- 長谷川秀彦（総合格闘家）
- 新田晃千（カバディ選手）
- 新井彩可（空手道）
- 橋本信治（プロ野球審判員）
- 當銘孝仁（カヌー選手）
- 小倉靖典（空手道）